# Catedral de la Preciosa Sangre (Sault Sainte Marie)
La Catedral de la Preciosa Sangre (en inglés: Precious Blood Cathedral) es la iglesia madre de la diócesis de Sault Sainte Marie, Ontario en Canadá. La catedral se encuentra en Sault Ste. Marie.
Los primeros misioneros católicos llegaron a la zona en torno a 1815, momento en el cual Sault era un puesto avanzado de la Compañía del Noroeste. La parroquia católica de la ciudad colindante de Sault Ste. Marie, Michigan sirvió a los católicos durante varios años hasta que una iglesia de madera fue construida para la parroquia del Sagrado Corazón en 1846. En 1875, el actual edificio de la iglesia se abrió, ya que la población católica de la región, principalmente de origen inmigrante canadiense francesa e irlandesa, comenzó a crecer rápido. Tras la creación de la diócesis en 1904, esta instalación fue elevado a la condición de catedral. En 1936, la parroquia asumió su nombre actual.
El edificio fue completamente renovado en 1963. En 2013, la parroquia anunció planes para una expansión de la iglesia, que incluirá la construcción de una sala de 5.500 pies cuadrados de usos múltiples, que será el hogar de los programas de ministerio social de la diócesis.